# NGC 3010A
NGC 3010A је спирална галаксија у сазвежђу Велики медвед која се налази на NGC листи објеката дубоког неба.
Деклинација објекта је + 44° 19' 25" а ректасцензија 9h 50m 34,5s. Привидна величина (магнитуда) објекта NGC 3010 износи 14,6 а фотографска магнитуда 15,4. NGC 3010A је још познат и под ознакама UGC 5273, MCG 7-20-66, CGCG 239-35, NPM1G +44.0146, PGC 28335.